# Geissorhiza kamiesmontana
Geissorhiza kamiesmontana är en irisväxtart som beskrevs av Peter Goldblatt. Geissorhiza kamiesmontana ingår i släktet Geissorhiza och familjen irisväxter. Inga underarter finns listade i Catalogue of Life.